# Hemiandra
Genre
Classification APG III (2009)
Hemiandra est un genre de plantes à fleurs de la famille des Lamiaceae originaires d'Australie. 
Ce sont des plantes rampantes ou de petits arbustes proches des Westringia. Les fleurs rouge, lilas, rose ou blanches sont à 2 lèvres, la lèvre inférieure étant élargie et tachetée. Les feuilles étroites, raides se terminent souvent en aiguillon.

## Principales espèces
Selon World Checklist of Selected Plant Families (WCSP) (13 Feb 2012) :
- Hemiandra coccinea O.H.Sarg. (1927)
- Hemiandra gardneri O.H.Sarg. (1927)
- Hemiandra incana Bartl. (1845)
- Hemiandra leiantha Benth. (1870)
- Hemiandra pungens R.Br. (1810)
- Hemiandra rubriflora O.H.Sarg. (1927)
- Hemiandra rutilans O.H.Sarg. (1927)

Selon NCBI (13 Feb 2012) :
- Hemiandra pungens

Selon [réf. nécessaire]:
- Hemiandra brevifolia
- Hemiandra candidissima
- Hemiandra coccinea
- Hemiandra emarginata
- Hemiandra gardneri
- Hemiandra glabra
- Hemiandra hirsuta
- Hemiandra incana
- Hemiandra juniperina
- Hemiandra leiantha
- Hemiandra linearis
- Hemiandra longifolia
- Hemiandra pungens
- Hemiandra rubriflora
- Hemiandra rupestris
- Hemiandra rutilans